# Glenn Ferguson
Glenn Ferguson   (Lurgan, 10 de juliol de 1969) és un exfutbolista nord-irlandès de la dècada de 1990 i entrenador de futbol.
Va jugar més de 1000 partits de lliga a clubs com Ards, Glenavon, Linfield i Lisburn Distillery, i marcà un total de 563 gols, essent el segon màxim golejador històric de la lliga per darrere de Jimmy Jones (646). També fou cinc cops internacional amb Irlanda del Nord.